# Emma Mackey
Emma Margaret Marie Tachard-Mackey (Le Mans, 4 de enero de 1996), conocida artísticamente como Emma Mackey, es una actriz y modelo francobritánica.Después de papeles menores en películas independientes y cortometrajes, Mackey tuvo su gran avance interpretando a Maeve Wiley, una adolescente sardónica en la serie de comedia dramática de Netflix Sex Education (2019-2023), que le valió una nominación al British Academy Television Awards. Desde entonces, ha aparecido en la película dramática Eiffel (2021), en la película de misterio Death on the Nile (2022) y en la película dramática Emily (2022). Su interpretación de la escritora Emily Brontë en esta última le valió dos nominaciones en los Premios del Cine Independiente Británico y el Premio BAFTA a la estrella emergente.

## Primeros años de vida
Emma Margaret Marie Tachard-Mackey nació el 4 de enero de 1996 en Le Mans, hija de padre francés y madre inglesa. Su padre es director de escuela. Creció en Sablé-sur-Sarthe y recibió su bachillerato internacional en 2013 con altos honores en l'académie de Nantes, un distrito escolar francés, posteriormente se mudó a Inglaterra para estudiar lengua y literatura inglesas en la Universidad de Leeds. Se graduó en 2016. Mackey vive en Londres con doble ciudadanía franco-británica.

## Carrera
En marzo de 2016, Mackey interpretó a Michelle en la película de televisión de terror Badger Lane. Modeló para la colección de verano de 2017 de la línea de ropa inglesa AIDA Shoreditch. En junio de 2018, tuvo un rol principal en Summit Fever, un drama sobre dos jóvenes montañeros ingleses que intentan subir el Cervino, el Eiger y el Mont Blanc durante el verano.

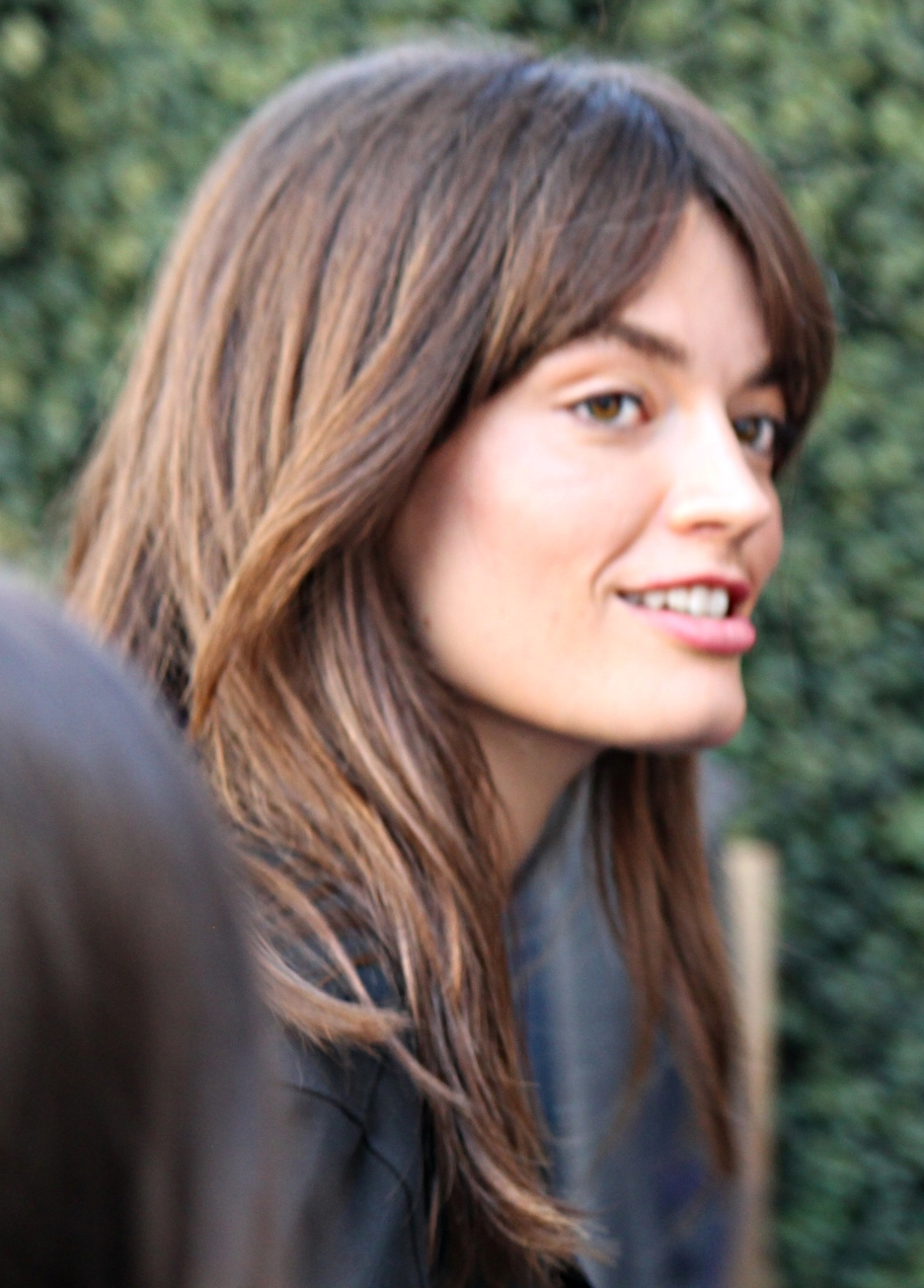
Mackey en el estreno de Emily en el Festival Internacional de Cine de Toronto de 2022.

Mackey interpretó su primer papel profesional con la serie de comedia y drama de Netflix Sex Education como Maeve Wiley, una «chica mala» inteligente, ingeniosa y experta en negocios que convence a su compañero de estudios Otis Milburn (Asa Butterfield) para iniciar un negocio clandestino de terapia sexual en su escuela. Dijo que «Para mí, este es mi primer trabajo [...] Fue, y sigue siendo, un momento realmente feliz». El trabajo de Mackey en la serie le ha valido elogios. The Hindustan Times escribió: «Emma Mackey, como Maeve, es una revelación; quizás la mejor actuación de una joven actriz británica que he visto desde que descubrí a Florence Pugh. Es seductora pero distante, pragmática pero emocional, inteligente pero tontamente enamorada». El cabello rosa de su personaje durante la primera temporada ha dado pie a una tendencia de moda. Por el papel, recibió una nominación al premio British Academy Television Awards en 2021, y ganó un premio National Comedy Awards en 2022.
En 2021, Mackey dirigió la película de drama romántico independiente Eiffel, que se estrenó en el Festival de Cine Francés Alliance Française y obtuvo numerosos estrenos internacionales; recaudó más de $13 millones en todo el mundo. El sitio de revisión DoItInParis declaró que Mackey «irradia travesuras en las botas de una burguesía provinciana rebelde y entera, un poco caprichosa pero locamente entrañable». Al año siguiente, protagonizó la película de suspenso y misterio Muerte en el Nilo, una secuela de Murder on the Orient Express de 2017. Fue elegida en 2019 para el papel secundario de Jacqueline de Bellefort. La película obtuvo críticas generalmente positivas y fue una de las películas más taquilleras de 2022.
Mackey tuvo su primer papel principal como la novelista Emily Brontë en la película parcialmente ficticia de 2022 Emily, centrándose en los primeros años de vida de Brontë. Al año siguiente, apareció en la película de comedia fantástica Barbie.

## Vida personal
Mackey vive en Londres con doble ciudadanía franco-británica.

## Filmografía

### Cine
| Año  | Título            | Papel                   | Notas        |
| ---- | ----------------- | ----------------------- | ------------ |
| 2019 | Tic               | Jess                    | Cortometraje |
| 2020 | The Winter Lake   | Holly                   | Telefilme    |
| 2021 | Eiffel            | Adrienne Bourgès        |              |
| 2022 | Death on the Nile | Jacqueline de Bellefort |              |
| 2022 | Emily             | Emily Brontë            |              |
| 2023 | Barbie            | Barbie física           |              |

### Televisión
| Año       | Título        | Papel       | Director      | Notas                     |
| --------- | ------------- | ----------- | ------------- | ------------------------- |
| 2016      | Badger Lane   | Michelle    | Shay Collins  | Película para televisión  |
| 2018      | Summit Fever  | Isabelle    | Julian Gilbey |                           |
| 2019-2023 | Sex Education | Maeve Wiley | Laurie Nunn   | Serie original de Netflix |

## Premios y nominaciones
| Año  | Premio                            | Categoría                              | Trabajo nominado | Resultado |
| ---- | --------------------------------- | -------------------------------------- | ---------------- | --------- |
| 2021 | British Academy Television Awards | Mejor actuación de comediante femenina | Sex Education    | Nominada  |
| 2022 | National Comedy Awards            | Mejor actriz de comedia                | Sex Education    | Ganadora  |